# Evangelho de Filipe
O Evangelho de Filipe constitiui um dos livros apócrifos da biblioteca de Nag Hammadi; à semelhança do Evangelho de Tomé, é um evangelho de ditos, ou seja, uma colecção de sentenças encerrando grande sabedoria, atribuídas a Jesus.
A atribuição do texto a Filipe é conjunturalmente moderna; a sua única relação com o apóstolo São Filipe deve-se ao facto de ser o único apóstolo mencionado nos manuscritos (73, 8). Na verdade, o texto deve ter sido redigido algures entre os anos 180 e 350 da nossa Era, portanto muito depois da morte do discípulo de Cristo.
O texto constituiu um importante documento para as comunidades gnósticas. Foi descoberto no deserto egípcio em 1945, entre um conjunto de vários documentos gnósticos, conhecidos como biblioteca de Nag Hammadi (do nome do sítio arqueológico onde foram descobertos).

## Conteúdo

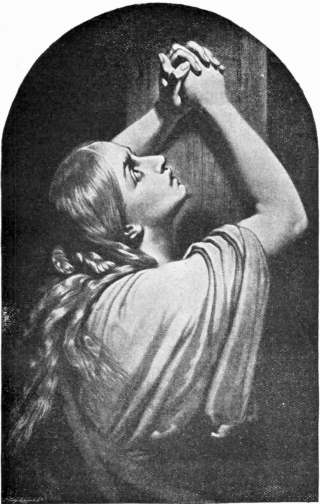
Maria Madalena, em uma imagem de penitência popular do século XIX pintada por Ary Scheffer.

De uma forma muito similar a João 19:25-26, o Evangelho de Filipe apresenta Maria Madalena dentre os discípulos de Jesus, adicionando que ela era sua "companheira" (koinônos):
| “ | E havia três que andavam com o Senhor: Maria, sua mãe, e sua irmã, e Madalena, aquela que era chamada sua companheira. Sua irmã,[a] sua mãe e sua companheira eram, cada uma, Maria. | ” |
|   | — Atribuído a Filipe, Evangelho de Filipe. |   |

A irritação dos outros discípulos com o amor e afeição que Jesus tinha por Maria Madalena é evidente (o texto original está muito fragmentado e as suposições estão entre colchetes):
| “ | E a companheira do [Salvador era Mar]ia Ma[da]lena. [Cristo amou] M[aria] mais do que [todos] os disc[ípulos, e costumava] beijá-la [frequentemente] na [boca]. Os demais [discípulos se ofendiam com isso e expressaram seu descontentamento]. Eles disseram "Por que você a ama mais do que a nós?" O Salvador respondeu-lhes, "Por que eu não vos amo como a amo?" | ” |
|   | — Atribuído a Filipe, Evangelho de Filipe. |   |